# Tervaskanto
Tervaskanto is het vierde album van de Finse folkmetalband Korpiklaani. Het album is uitgebracht op 26 juni 2007.

## Tracklist
| Nr. | Titel                | Duur |
| --- | -------------------- | ---- |
| 1.  | Let's Drink          | 2:44 |
| 2.  | Tervaskanto          | 3:55 |
| 3.  | Viima                | 3:34 |
| 4.  | Veriset Äpärät       | 4:28 |
| 5.  | Running with Wolves  | 3:53 |
| 6.  | Liekkiön Isku        | 2:56 |
| 7.  | Palovana             | 5:05 |
| 8.  | Karhunkaatolaulu     | 2:53 |
| 9.  | Misty Fields         | 3:25 |
| 10. | Vesilahden Veräjillä | 6:59 |
| 11. | Nordic Feast         | 2:47 |